# Carel Kranenburg
Carel Hendrik Kranenburg (Huizen, 25 augustus 1917 – Modjokerto, 17 maart 1947) was Nederlands militair en Engelandvaarder. Hij werd Cally genoemd.
Kranenburg was de zoon van Ferdinand Kranenburg en de Amerikaanse Eleanor Howell. Zijn jongste jaren bracht hij door in Amsterdam, maar in juli 1928 verhuisde het gezin naar Den Haag. Hij deed eindexamen aan het Nederlandsch Lyceum in de Willemstraat en vervulde zijn militaire dienst bij de Koninklijke Landmacht. Hij kreeg een officiersopleiding bij de cavalerie in Amersfoort.

## Tweede Wereldoorlog
In 1938 vertrok hij als reserveofficier naar Hongarije om deel te nemen aan de strijd tegen de Duitsers. Hij werd gepromoveerd tot kornet en keerde naar Amersfoort terug om ook vandaar tegen de Duitsers te vechten.  Hij werd commandant van het 3de Peloton 3de Eskadron 1ste Regiment Huzaren en moest op 12 mei 1940 met enkele vrijwilligers met de fiets naar Barneveld om te kijken of er nog gevangenen, gesneuvelden of materieel te vinden waren. Bij Nijkerk kwamen ze Duitsers tegen, die hen eerst beschoten en later gevangennamen. Op 9 juni werd hij weer vrijgelaten. Hij sloot zich aan bij het verzet en kreeg de bijnaam De Huzaar.
Op 13 augustus 1940 wilde hij met Erik Michielsen en Jean Mesritz de SCH 107 kapen om naar Engeland over te steken, maar de Duitsers hadden beslag op de logger gelegd en het plan werd geannuleerd.
In de nacht van 13 oktober 1941 probeerde hij weer naar Engeland te gaan. Heije Schaper zou zijn groepje bij het Tjeukemeer afhalen. Ze werden echter aangegeven door een boerin. Het watervliegtuigje van de Nederlandse Marineluchtvaartdienst werd gevlogen door Schaper; hij werd beschoten maar kon ontsnappen. De groep bestond uit Lodewijk van Hamel, Hans Hers, Jean Mesritz, Marion Smit en prof. Lourens Baas Becking. Zij werden  gearresteerd en naar het Oranjehotel gebracht. In april 1941 werden ze door het Kriegsgericht in Utrecht berecht. Van Hamel kreeg de doodstraf, Hers kreeg levenslang, Baas Becking kreeg een korte straf en Kranenburg werd op 16 april 1941 weer vrijgelaten.
Na zijn vrijlating begon hij als officier bij de Binnenlandse Strijdkrachten, Gewest 10 Amsterdam, afdeling Recherche Field Security. Ook daar werd hij pelotonscommandant.

## Nederlands-Indië
Op 20 juli 1945 werd Kranenburg gedetacheerd bij het Korps Mariniers. Hij kreeg een militaire training in Schotland en werd  daarna in Camp Lejeune in de Verenigde Staten tot officier bij de Marine Brigade opgeleid. Op 17 november vertrok hij naar Nederlands-Indië aan boord van de M.S. Noordam II, nog steeds in dienst van de Landmacht en gedetacheerd bij de Marine.
Op 10 maart 1946 kwam hij op Java aan. Hij deed mee aan de Politionele acties en werd commandant van de pantserspits in de Operatie Voorloper. Op 17 maart 1947 ging zijn peloton naar de sluizen bij Milrip om deze te bezetten. Onderweg werd de pantserwagen waarin Kranenburg zich bevond, aangevallen. Toen zijn kanon weigerde, opende hij de klep van de geschutstoren om de vijand met zijn tommygun te beschieten. Dit werd hem fataal, hij vernietigde zijn aanvaller maar werd zelf door een kogel getroffen. Hij was op slag dood. Na de inname van Mojokerto werd hij aldaar begraven.
Kranenburg werd later herbegraven op het Nederlands Ereveld Kembang Kuning in Soerabaja.